# Anisoplia noahi
Anisoplia noahi är en skalbaggsart som beskrevs av Rudolph Petrovitz 1973. Anisoplia noahi ingår i släktet Anisoplia och familjen Rutelidae. Inga underarter finns listade i Catalogue of Life.